# Oceanside (Oregon)
Oceanside az Amerikai Egyesült Államok északnyugati részén, Oregon állam Tillamook megyéjében elhelyezkedő népszámlálás által kijelölt hely és jogi személyiséggel nem rendelkező közösség.
A 2010. évi népszámlálási adatok alapján 361 lakosa van. Területe 2,6 km², melynek 100%-a szárazföld.
Oceanside Netartstól északra, a 131-es út végénél helyezkedik el. Itt található a Symons State Park, valamint nem messze, a partnál fekszik a Three Arch Rocks National Wildlife Refuge.

## Népesség

### 2010
A 2010-es népszámláláskor 361 lakója, 191 háztartása és 111 családja volt. A népsűrűség 138,8 fő/km². A lakóegységek száma 647, sűrűségük 248,8 db/km². A lakosok 94,2%-a fehér, 0,3%-a afroamerikai, 0,3%-a indián, 0,6%-a ázsiai, 3,3%-a egyéb-, 1,4% pedig kettő vagy több etnikumú. A spanyol vagy latino származásúak aránya 5,3% (1,4% mexikói, 0,3% Puerto Ricó-i, 3,6% pedig egyéb spanyol/latino származású).
A háztartások 8,4%-ában élt 18 évnél fiatalabb. 51,8% házas, 3,7% egyedülálló nő, 2,6% pedig egyedülálló férfi; 41,9% pedig nem család. 34% egyedül élt; 22%-uk 65 éves vagy idősebb. Egy háztartásban átlagosan 1,89 személy élt; a családok átlagmérete 2,32 fő.
A medián életkor 61 év volt. A lakók 11,9%-a 18 évesnél fiatalabb, 0,6% 18 és 24 év közötti, 12,4%-uk 25 és 44 év közötti, 34,7%-uk 45 és 64 év közötti, 40,4%-uk pedig 65 éves vagy idősebb. A lakosok 48,2%-a férfi, 51,8%-uk pedig nő.

### 2000
A 2000-es népszámláláskor 326 lakója, 193 háztartása és 99 családja volt. A népsűrűség 125,4 fő/km². A lakóegységek száma 522, sűrűségük 200,7 db/km². A lakosok 96,63%-a fehér, 0,61%-a afroamerikai, 1,84%-a ázsiai, 0,92%-a pedig egyéb etnikumú. A spanyol vagy latino származásúak aránya 1,23% (0,9% mexikói, 0,3% pedig egyéb spanyol/latino származású).
A háztartások 5,2%-ában élt 18 évnél fiatalabb. 48,7% házas, 2,1% egyedülálló nő; 48,2% pedig nem család. 41,5% egyedül élt; 14%-uk 65 éves vagy idősebb. Egy háztartásban átlagosan 1,69 személy élt; a családok átlagmérete 2,2 fő.
A lakók 4,9%-a 18 évnél fiatalabb, 2,1%-a 18 és 24 év közötti, 16,9%-a 25 és 44 év közötti, 42%-a 45 és 64 év közötti, 34%-a pedig 65 éves vagy idősebb. A medián életkor 57 év volt. Minden 100 nőre 100 férfi jut; a 18 évnél idősebb nőknél ez az arány 101,3.
A háztartások medián bevétele 40 708 amerikai dollár, ez az érték családoknál $51 750. A férfiak medián keresete $32 273, míg a nőké $28 472. Az egy főre jutó bevétel (PCI) $32 158. A teljes népesség 6,8%-a élt létminimum alatt.

## Fordítás
Ez a szócikk részben vagy egészben  az   Oceanside, Oregon című angol Wikipédia-szócikk ezen változatának fordításán alapul.  Az eredeti cikk szerkesztőit annak laptörténete sorolja fel. Ez a jelzés csupán a megfogalmazás eredetét és a szerzői jogokat jelzi, nem szolgál a cikkben szereplő információk forrásmegjelöléseként.